# 齊鵬飛
齊鵬飛（1964年8月—），汉族，祖籍辽宁海城，生于内蒙古自治区巴彦淖尔盟。2019年5月起任中國人民大學党委常委、副书记。

## 生平
1985年获南开大学历史学学士学位，1988年获中国人民大学法学硕士学位，2003年获中国人民大学法学博士学位。曾任中国人民大学中共党史系副主任、台港澳研究中心主任。
主要著作有《邓小平与香港回归》、《当代中国编年史》、《中华人民共和国史》、《“一国两制”在香港、澳门的成功实践及历史经验研究》、《新中国成立60年基本历史经验研究》等。